# Vùng 4 Cảnh sát biển Việt Nam
Bộ Tư lệnh Vùng Cảnh sát biển 4 trực thuộc Bộ Tư lệnh Cảnh sát biển là Bộ Tư lệnh cảnh sát biển độc lập tác chiến Quản lý và bảo vệ từ bờ bắc cửa Định An tới Hà Tiên (Kiên Giang) và vịnh Thái Lan.

## Lịch sử hình thành
- Ngày 14 tháng 9 năm 1998, thành lập Vùng 4 Cảnh sát biển trực thuộc Cục Cảnh sát Biển, Quân chủng Hải quân.
- Ngày 10 tháng 9 năm 2014, đổi tên thành Bộ Tư lệnh Vùng 4 Cảnh sát biển trực thuộc Bộ Tư lệnh Cảnh sát biển[5]

## Lãnh đạo hiện nay
- Tư lệnh: Thiếu tướng Trần Văn Lượng (nguyên Phó Tư lệnh TMT Vùng CSB4)
- Chính ủy: Thiếu tướng Nguyễn Văn Dũng (nguyên Phó Chính ủy Quân đoàn 4)
- Phó Tư lệnh - Tham mưu trưởng: Đại tá Trần Nguyên Lai (nguyên Trưởng phòng Tác chiến BTM CSB)
- Phó Tư lệnh Pháp luật: Đại tá Nguyễn Văn Tranh
- Phó Tư lệnh Quân sự: Đại tá Ngô Minh Tùng
- Phó Chính ủy: Đại tá Nguyễn Thái Dương

## Tổ chức
- Phòng Tham mưu
- Phòng Chính trị
- Phòng Pháp luật
- Phòng Hậu cần
- Phòng Kỹ thuật
- Phòng Phòng chống tội phạm vi phạm
- Ban Tài chính
- Ban Quan hệ quốc tế
- Trung tâm Tìm kiếm cứu nạn và Bảo vệ môi trường
- Trung tâm Huấn luyện thực hành số 4
- Hải đội 401
- Hải đoàn 42[6]
- Trạm Cảnh sát biển 4